# Mususi
Mususi (to znamená Sukničkář, v gruzínském originále მუსუსი) je komická opera o dvou dějstvích (v první verzi jednom dějství) gruzínského skladatele Otara Vasiljeviče Taktakišviliho (1924–1989) na vlastní libreto podle stejnojmenné novely spisovatele Micheila Džavachišviliho (1880–1937) s využitím veršů M. Tarchnišviliho. Premiéru měla v první verzi roku 1978 v tbiliském Městském divadle hudební komedie V. Abašidzeho, po přepracování pak 18. března 1981 v moskevském Komorním hudebním divadle.

## Historie a charakteristika opery
Mususi je nevelká čtvrtá opera originálního gruzínského skladatele Otara Taktakišviliho. Vznikla roku 1977 bezprostředně po dokončení a premiéře Taktakišviliho předchozí opery Loupež Měsíce a byla provedena nejprve v Tbilisi následujícího roku jako jednoaktovka. Na objednávku vedoucího moskevského Komorního hudebního divadla Borise Pokrovského, který uvedl roku 1977 na jevišti Velkého divadla v Moskvě Taktakišviliho Loupež Měsíce, ji pak autor přepracoval a doplnil do dvouaktové podoby. Hrála se v ruském překladu Petra Michajloviče Gradova pod názvem Ухажёр. Roku 1982 byl vydán její klavírní výtah a inscenace byla i základem televizního přenosu a gramofonové nahrávky.
Taktakišvili v opeře vtipným a vynalézavým způsobem paroduje nejrůznější konvence, které mohl soudobý divák v operním divadle vidět. Některá místa jsou podána stylem italské velké belcantové opery 19. století, jiná parodují cukrkandlové motivy sovětské operety, svůj díl dostává i klasický balet, zejména v postavě neúspěšného nápadníka Dondla, což je taneční role modelovaná podle prince z Labutího jezera. Jsou citovány ruské i gruzínské lidové písně, ale přepjatě folklórním až satirickým způsobem; k humorným účelům je využíván například typický prostředek gruzínské lidové písně „krimančuli“, kdy je vícehlasý zpěv zdoben hudebními ornamenty zpívanými falzetem. Na druhé straně se objevují odkazy na balet Příběh vojáka Igora Stravinského, který má stejnou výchozí situaci – návrat vojáka do rodné vsi. Po dosavadních vážných, psychologicky vyostřených operách zde skladatel poprvé ukázal svou lyrickou stránku i smysl pro humor.

## Osoby
- Petre – bas
- Fefo, jeho dcera – soprán
- Dondlo, její ženich – taneční (němá) role
- Micha – tenor
- Dvě klepny (nebo více) – soprány
- Dondlova matka – mezzosoprán
- Petreho přátelé (počet libovolný) – basy
- Přítelkyně Fefo a Michy, vesničané – smíšený sbor

## Děj opery
(Odehrává se na gruzínské vesnici na počátku 20. století)
Voják Micha se vrací ze služby do rodné vsi a ihned se zamiluje do sličné Fefo. Pro tu ale její otec Petre vyhlédl již jiného ženicha, synka z bohaté rodiny jménem Dondlo. Aby se nezdál bezcitný k přáním své dcery, navrhuje, aby se oba nápadníci utkali o Fefo v tanečním souboji. Dondlo je jednoznačně lepší tanečník a získává všechny body za umělecký dojem, ale voják Micha má více sil a výdrže a dokáže křepčit ještě tehdy, když Dondlo umdlévá.
Ale přes svůj triumf v zápase nezíská Micha Petreho svolení, Fefo zůstává snoubenkou Dondla. Navíc klepny šíří po vsi pomluvu, že Micha je sukničkář – „mususi“ – a kromě Fefo se ohlíží po každé druhé dívce. Fáma se dostane až k Fefo, která však přesto (nebo právě proto) sebere odvahu k rozhodnému kroku, aby Michu získala pro sebe, totiž uteče s ním do hor. Petre se chce vyhnout skandálu – sám právě viděl, jak rychle se po vsi šíří – a ustupuje. Micha a Fefo se mohou vzít.

## Instrumentace
Flétna, hoboj, klarinet, lesní roh, trubka, pozoun, bicí souprava, gruzínské lidové nástroje (mj. svirel a dornov), harfa, klavír, smyčcové nástroje (housle, violy, violoncella, kontrabasy).

## Diskografie
- 1982 (LP 1983, С50-19113 008). Hrají a zpívají (Petre) Alexandr Sarkisov, (Fefo) Irina Bartěněva, (Dondlo) Jevgenij Bolučevskij, (Micha) Nikolaj Kurpe, (první klepna) Ljudmila Sokolenko, (druhá klepna) Raisa Sokolova, (Dondlova matka) Liliana Gavrilok, (první Petreho přítel) Igor Paramonov, (druhý Petreho přítel) Vladimir Chrulev, (kinto) Gennadij Mamin. Sbor a orchestr Moskevského komorního hudebního divadla řídí Anatolij Levin.[3]